# Canapville (Calvados)
Canapville è un comune francese di 231 abitanti situato nel dipartimento del Calvados nella regione della Normandia.

## Società

### Evoluzione demografica
Abitanti censiti